# هدية صندوق رقائق الذرة
هدية صندوق رقائق الذرة أو لعبة صندوق رقائق الذرة هي لعبة تجارية أو غرض صغير يُقدم كمكافأة لجذب المستهلك لشراء حبوب إفطار معيّنة. وتوجد هذه اللعب وتوجد هذه المكافآت داخل أو أحياناً على صندوق رقائق الذرة.

## التوزيع
مكافأة صندوق رقائق الذرة تُوزع بأربعة طرق. أولها، وهي غير شائعة حالياً، أن توضع في المتجر أو نقطة البيع وتُعطى للمستهلك فور شرائه صندوق معين من صناديق رقائق الذرة. والطريقة الأخرى للتوزيع أن توضع الهدية داخل نفس صندوق رقائق الذرة، غالباً خارج الكيس الداخلي، أو داخل كيس رقائق الذرة نفسه. الطريقة الثالثة أن تُلصق المكافأة على صندوق رقائق الذرة مثل الأقراص المدمجة التي تُلصق خلف صندوق الذرة. أو رابعاً، طباعة الجائزة على نفس الصندوق كما في العديد من الألعاب وبطاقات المبادلة، أو إرفاق الجائزة مع الصندوق نفسه عن طريق ربطها أو إلصاقها. بعض الجوائز تتضمن ألعاب الطاولة أو غيرها من الألعاب التفاعلية المطبوعة على الصندوق بحيث تكون مرتبطة بالهدية المقدمة في الصندوق فتستخدم كقطعة لعب. الطريقة الرابعة للتوزيع هي عن طريق امتلاك البريد الإلكتروني للمستهلك، ومن ثم تُقطع أشرطة تضمن الشراء وتُرسل للمستهلك. الطريقة الرابعة للتوزيع هي أن يكون بريد المستهلك في بطاقات إثبات الشراء المتواجدة في عدد محدود من صناديق رقائق الذرة، وأحياناً مع صك أو طلب مالي لتعويض ثمن الشحن والتوصيل.

## التاريخ
و. ك. كلوجز كان أول من قدم فكرة إرفاق الهدايا والجوائز في صناديق رقائق الذرة. استراتيجيته التسويقية التي بدأها أنتجت آلاف صناديق رقائق الذرة التي تحمل مختلف الهدايا والجوائز، توزعت بعشرات البلايين.

### أول هدية صندوق رقائق ذرة
طرحت شركة كلوجز فكرة إرفاق مكافأة مع صندوق رقائق الذرة لأول مرة، وقد أعطي فيها كتاب للصور المتحركة للمستهلكين عند نقاط البيع وقت شرائهم صندوقا رقائق ذرة كلوجز. وفي عام 1909م غيرت كلوجز سياسة المكافأة لتعطيها المستهلكين عن طريق البريد المميز مقابل قطعة 10 سنتات. وبحلول عام 1912م كانت شركة كلوجز قد وزّعت 2.5 ملايين كُتب مصوّرة. 

### هدايا صناديق الذرة في الولايات المتحدة
العديد من العلامات التجارية الأخرى من مصنعيّ رقائق الذرة كنابيسكو، نسلته، كويكر، بدأت بإرفاق المكافآت والهدايا في صناديق رقائق الذرة لزيادة حجم المبيعات.

## التقدمات التقنية
اختراع آلة حقن اللدائن من قبل المخترع الأمريكي جيمز واتسون هندري في عام 1946م غيّر عالم مكافآت صندوق رقائق الذرة. سمح البلاستيك الحراري لإنتاج الألعاب بشكل أسرع، وأرخص، مما صنع نقلة نوعية في هذا المجال.

## للاستزادة
- Bruce، Scott (1998). Cereal Boxes and Prizes, 1960s : A Tribute and Price Guide. Flake World Publishing. ISBN:0-9662123-0-4.